# National First Division
The National First Division (NFD) är den näst högsta fotbollsligan i Sydafrika efter Premier Soccer League (PSL). Båda ligorna organiseras av den nationella fotbollsorganisationen National Soccer League.